# Východní Frísko
Východní Frísko (německy Ostfriesland) je region a historické území v Německu, dnes součástí spolkové země Dolní Sasko. Vedle vlastního Fríska s městem Emden k němu náleží i tzv. Harlingerland a Východofríské ostrovy (Borkum, Juist, Norderney, Baltrum atd.).

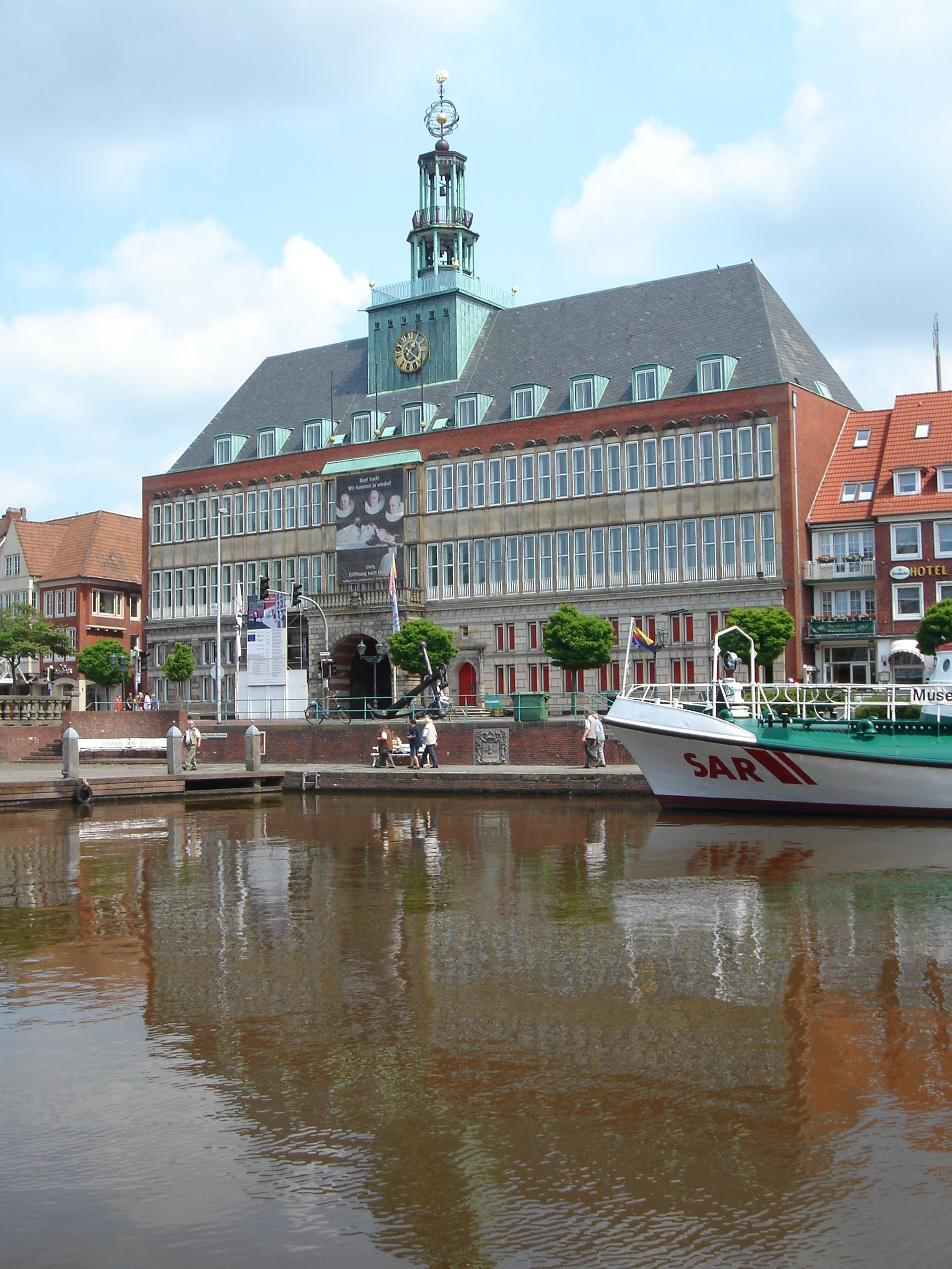
Radnice v Emdenu

Je to země hrází, osamělých dvorců, majáků a wurtů (pahorků se sídlišti), v minulosti nesčetněkrát zaplavovaná Severním mořem. Za hrázemi chránícími pobřeží je mělké wattové moře Waddenzee sahající až k Východofríským ostrovům a měnící se při odlivu v souš (lze tak kráčet „po mořském dně“). Za přílivu se skrze „gaty“ (průlivy mezi ostrovy) valí k břehům desetitisíce kubických metrů vody. Pobřežní marše, tolik typické pro zdejší kraje, jsou dnes součástí ohrazené pevniny a mnohé osady a města ležící ještě v raném novověku u wattového moře se tak staly vnitrozemskými sídlišti (např. Norden či Esens). Watt je dnes národním parkem a na většinu Východofríských ostrovů nesmí automobily (doprava koňmo či na kole).
Východní Frísové jsou v Německu terčem nesčetných nepříliš politicky korektních vtipů, jež jim jako typickou vlastnost připisují hloupost.

## Historie
V antice obývali oblast germánští Frísové, jejichž sídla se táhla hluboko do dnešního Nizozemska a na severovýchod. V raném středověku vytvořili Frísové rozlehlou říši zahrnující i Východní Frísko, ale nakonec podlehli tlaku franských králů z rodu Karlovců. Později se země rozpadla na drobná panství v čele s tzv. „náčelníky“, přičemž fríštinu jako živou řeč začala zatlačovat dolnoněmčina (plattdeutsch).
Mezi soupeřícími klany získala v 15. století největší vliv rodina Cirksenů, povýšená roku 1454 mezi říšská hrabata. Její příslušníci sídlili většinou v Aurichu a v 17. století získali titul knížat východofríských a pánů v Esensu, Stedesdorfu a Wittmundu. Zůstali nepopiratelnými pány kraje až do roku 1744, kdy v hlavní linii vymřeli. Východní Frísko pak připadlo Prusku. V roce 1806 bylo připojeno k Holandskému království. Společně s ním pak roku 1810 napoleonské Francii. Po porážce Napoleona bylo roku 1815 připojeno k Hannoversku (spojenému personální unií s Velkou Británií).
Roku 1866 se země stala znovu součástí Pruska (provincie Hannoversko) a v rámci Pruska později i Německé říše. Od roku 1946 je součástí spolkové země Dolní Sasko. V rámci Dolního Saska netvoří samostatnou správní jednotku, ale je rozděleno mezi zemské okresy: Aurich, Leer, Wittmund a samostatné město Emden.